# في البيوت أسرار (مسلسل)
في البيوت أسرار مسلسل درامي اجتماعي خليجي من إنتاج قناة الراي عرض في 24 نوفمبر 2007.

## الممثلون
من بطولة الفنانين:
- جاسم النبهان
- غازي حسين
- بدرية أحمد
- عبير الجندي
- أميرة محمد
- سميرة الوهيبي
- عبدالله الباروني
- محمد الشطي
- أمل عباس
- ملاك
- مي البلوشي
- إسماعيل الراشد
- صادق الدبيس
- طاهر النجادة
- سونيا العلي
- رانيا السباعي
- شذى سبت
- شهاب حاجية
- خالد بو صخر
- سعاد سلمان
- أحمد حبيب

## التأليف والإخراج
تأليف عادل الزاهد، وإخراج ألبيلي أحمد.

## وصلات خارجية
- صفحة المسلسل على السينما